# Cronologia della storia dell'Argentina
Questa è una cronologia della storia argentina, che comprende importanti cambiamenti legali e territoriali ed eventi politici in Argentina e nei suoi stati predecessori. Per leggere i retroscena di questi eventi, vedi Storia dell'Argentina.

## V secolo a.C.
| Anno     | Evento |
| -------- | --- |
| 500 a.C. | L'irrigazione permette lo sviluppo dell'agricoltura sedentaria di colture di base nella regione andina occidentale e nord-occidentale |

## I secolo
| Anno | Evento |
| ---- | --- |
| 1    | Diverse civiltà basate sulla coltura di mais si sviluppano nella regione andina occidentale e nordoccidentale (Ansilta, Condorhuasi, Cienaga, Aguada, Santa Maria, Huarpes, Diaghiti, Sanavirones, tra gli altri) |

## VI secolo
| Anno | Evento                                                                                   |
| ---- | ---------------------------------------------------------------------------------------- |
| 600  | Sviluppo di tecnologie metallurgiche, che consentono la creazione di elaborate bronzerie |

## IX secolo
| Anno | Evento                                       |
| ---- | -------------------------------------------- |
| 850  | Emersione di insediamenti urbani fortificati |

## XV secolo
| Anno | Evento |
| ---- | --- |
| 1480 | L'Impero Inca, sotto il dominio dell'imperatore Pachacutec, lancia un'offensiva e conquista l'attuale Argentina nord-occidentale, integrandola in una regione chiamata Collasuyu |

## XVI secolo
| Anno | Evento |
| ---- | --- |
| 1516 | Il primo esploratore europeo a visitare il Río de la Plata, sul territorio che ora è l'Argentina è il navigatore spagnolo Juan Díaz de Solís; Díaz de Solís viene ucciso e presumibilmente cannibalizzato dai nativi Charrúa, Querandí o Guaraní |
| 1526 | Sebastiano Caboto risale il fiume Paraná e costruisce un forte di breve durata vicino alla moderna Rosario |
| 1536 | Santa María del Buen Ayre viene fondata da Pedro de Mendoza sul sito della moderna Buenos Aires |
| 1541 | L'insediamento di Santa María del Buen Ayre viene abbandonato in seguito agli attacchi indigeni |
| 1553 | Santiago del Estero viene fondata da Francisco de Aguirre (alcuni sostengono 1550) |
| 1561 | Fondazione di Mendoza |
| 1562 | Fondazione di San Juan |
| 1573 | Costituzione di Córdoba e Santa Fe |
| 1580 | Una colonia permanente viene ristabilita dalla Spagna sul sito di Buenos Aires come parte del Vicereame del Perù; l'insediamento iniziale era principalmente via terra dal Perù                                                                  |
| 1582 | Viene fondata Salta |
| 1591 | Viene fondata La Rioja |
| 1593 | Fondazione di San Salvador de Jujuy |

## XVII secolo
| Anno | Evento                                                                                  |
| ---- | --------------------------------------------------------------------------------------- |
| 1609 | Prime missioni gesuite presso i Guaraní fondate nella zona dell'Alto Paraná             |
| 1613 | Università di Córdoba fondata dai Gesuiti                                               |
| 1657 | Ribellione di Diaghiti guidata dal ribelle spagnolo Pedro Bohórquez                     |
| 1661 | Scuola San Ignacio a Córdoba fondata dai Gesuiti                                        |
| 1680 | I portoghesi stabiliscono una base commerciale lungo il Rio de la Plata da Buenos Aires |
| 1685 | La città di Tucumán viene spostata nella sua posizione attuale                          |

## XVIII secolo
| Anno | Data | Evento |
| ---- | ---- | --- |
| 1767 |      | Gesuiti espulsi dai territori spagnoli |
| 1776 |      | Istituzione del Vicereame del Río de la Plata (in spagnolo Virreinato del Río de la Plata) che comprende Argentina, Uruguay e Paraguay moderni, nonché gran parte dell'attuale Bolivia, dichiarato con Buenos Aires come capitale |
| 1794 |      | Istituzione del Consolato del Commercio di Buenos Aires |

## XIX secolo
| Anno | Data | Evento |
| ---- | --- | --- |
| 1806 | | Le invasioni britanniche del Río de la Plata tentano invano di stabilire il controllo sulle colonie meridionali della Spagna come parte delle guerre napoleoniche. Le truppe spagnole non si difendono, ma i britannici vengono respinti dai civili e dalle milizie (fino al 1807)                                                                 |
| 1810 | | Degli incontri segreti del maggio 1810 organizzano una petizione per un incontro aperto – Cabildo Abierto |
| 1810 | La petizione viene respinta dal viceré Baltasar Hidalgo de Cisneros ma le proteste popolari gli forzano la mano il 22 maggio. | |
| 1810 | Il Cabildo apre la sua sessione il 22 maggio con 251 dei cittadini più eminenti della città e viene discusso il futuro del governo delle province. | |
| 1810 | Il 23 maggio l'assemblea vota per la rimozione del viceré e la creazione della Prima Giunta di locali per governare Buenos Aires, proclamando fedeltà a Ferdinando VII. Ciò viene concordato debitamente e la Giunta entra in carica il 25 maggio.                                                     | |
| 1810 | Delle campagne militari infruttuose in Paraguay e Alto Perú falliscono nel raccogliere supporto per un'azione comune da parte dell'intero vicereame contro le forze spagnole (fino al 1811) | |
| 1810 | Maggio | La notizia dell'invasione della Spagna da parte di Napoleone causa un vuoto di potere a Buenos Aires che porta ad una serie di eventi conosciuti come la Rivoluzione di maggio |
| 1810 | Dicembre | La Giunta Grande, insieme ai delegati di altre province delle Province Unite del Río de la Plata, sostituisce la Prima Giunta |
| 1811 | | Il Primo triumvirato di Feliciano Chiclana, Juan José Paso e Manuel de Sarratea sostituisce la Giunta Grande nel settembre 1811 |
| 1812 | | L'esodo di Jujuy dell'agosto 1812 viene guidato da Manuel Belgrano, con migliaia di soldati e civili che se ne vanno da Jujuy e Salta, per evitare la sconfitta militare e defezioni. |
| 1812 | Il Secondo triumvirato di Nicolás Rodriguez Peña, Antonio Álvarez Jonte e Juan José Paso sostituisce il Primo triumvirato | |
| 1813 | | Battaglia di San Lorenzo in febbraio, prima battaglia di José de San Martín nella guerra d'indipendenza argentina |
| 1813 | Assemblea dell'anno XIII chiamata a febbraio per pianificare ulteriori campagne militari e organizzare la difesa di Buenos Aires | |
| 1814 | | La battaglia del Buceo vede la flotta delle Province Unite sconfiggere la marina spagnola assicurandosi la costa |
| 1814 | Il Secondo triumvirato viene sostituito dal Direttorio, inizialmente occupato da Gervasio Antonio de Posadas | |
| 1815 | | Le sconfitte nelle battaglie di fine 1815 portano alla perdita dell'attuale Bolivia |
| 1816 | | In marzo un'assemblea di delegati provinciali si incontra come Congresso di Tucumán per discutere di futuri sviluppi militari e politici |
| 1816 | Il 9 luglio 1816, il Congresso dichiara l'indipendenza dell'Argentina | |
| 1820 | | La battaglia di Cepeda ha luogo tra gli Unitari che supportano uno stato centralizzato forte, e i Federalisti, principalmente condottieri caudillo provinciali che vogliono un'autorità decentralizzata. I Federali vincono e nel febbraio 1820 il trattato del Pilar dichiara l'Argentina un paese federale, nonostante permangano idee unitarie. |
| 1825 | | Il Regno Unito riconosce l'indipendenza argentina. |
| 1825 | I deputati della sponda orientale del Río de la Plata dichiarano l'indipendenza dal Brasile, portando alla guerra argentino-brasiliana. La battaglia di Ituzaingó del 1827 vede il successo tattico dell'Argentina. La guerra finisce nel 1828 con un trattato che consegna l'indipendenza all'Uruguay | |
| 1828 | | Luis Vernet stabilisce degli insediamenti sulle Isole Falkland |
| 1829 | | Juan Manuel de Rosas diventa governatore della Provincia di Buenos Aires |
| 1830 | | L'aborigeno Yamana Jemmy Button (Orundellico) viene portato via da Terra del Fuoco in Inghilterra da Robert FitzRoy sulla HMS Beagle |
| 1831 | | Viene firmato un Pacto Federal tra le province per proteggere la natura federale del paese |
| 1831 | Viaggio di un naturalista intorno al mondo con Charles Darwin e Robert FitzRoy visita il Río de la Plata, la Patagonia e la Terra del Fuoco (fino al 1834) | |
| 1831 | Il Governatore delle Isole Falkland argentino Luis Vernet viene espulso dalla USS Lexington in seguito alla sua conquista degli interessi degli Stati Uniti. Il nuovo governatore viene ucciso nel 1832 in un ammutinamento                                                                            | |
| 1833 | | Juan Manuel de Rosas inizia la Prima conquista del deserto |
| 1833 | Le forze britanniche rioccupano le Isole Falkland | |
| 1839 | | Rosas diventa Capo Supremo della Confederazione Argentina |
| 1852 | | Rosas viene deposto da Justo José de Urquiza in seguito alla Battaglia di Caseros |
| 1853 | | La Costituzione Argentina viene concordata dall'assemblea a Santa Fe, dando origine ad un sistema di governo moderno |
| 1854 | | Urquiza diventa il primo Presidente dell'Argentina come lo intendiamo oggi ma riceve opposizione da Buenos Aires, ancora contraria al progetto federale. |
| 1859 | | Le forze Unitarie guidate da Bartolomé Mitre vengono sconfitte da Urquiza e i federalisti nella Battaglia di Cepeda; Buenos Aires fa ritorno nella confederazione |
| 1861 | | Il terremoto di Mendoza uccide tra gli 8.000 e i 10.000 cittadini della città |
| 1864 | | Ha inizio la Guerra della triplice alleanza tra Paraguay e la Triplice Alleanza formata da Argentina, Brasile e Uruguay, portando alla completa sconfitta del Paraguay nel 1870 |
| 1878 | | Inizio della Conquista del deserto contro gli abitanti indigeni del sud guidata da Julio Argentino Roca; resa finale nel 1884 |
| 1880 | | Roca diventa presidente, i federalisti vengono sconfitti e la capitale viene spostata da Buenos Aires a Rosario |
| 1884 | | Viene scoperto dell'oro vicino a Cape Virgenes dando inizio alla corsa all'oro della Terra del Fuoco |
| 1890 | | Fondazione dell'Unione Civica Radicale (UCR) o Partito Radicale |
| 1890 | Il panico del 1890 porta la banca dei fratelli Baring a Londra vicino al collasso in seguito a degli investimenti disastrosi in Argentina | |
| 1895 | | Viene stabilito il servizio militare obbligatorio (Conscrizione) |

## XX secolo
| Anno | Evento |
| ---- | --- |
| 1902 | La Dottrina Drago viene annunciata dal Ministro degli Esteri argentino Luis María Drago. |
| 1912 | La legge Sáenz Peña introduce il suffragio universale, segreto e obbligatorio maschile, fine della Generazione dell'ottanta |
| 1916 | Inizio della presidenza di Hipólito Yrigoyen, riformista democratico dell'UCR |
| 1918 | Proteste e scioperi degli studenti fanno applicare la riforma universitaria delle competenze condivise tra professori, laureandi e studenti |
| 1927 | La fabbrica aeronautica Fábrica Argentina de Aviones viene fondata a Cordoba |
| 1930 | Un golpe militare depone Yrigoyen, dando inizio al 'Decennio infame' |
| 1931 | Il generale Agustín Justo viene dichiarato vincitore della Presidenza in seguito alla "frode patriottica" dell'elezione |
| 1943 | Ha inizio la 'Rivoluzione Nazionale' guidata dagli ufficiali militari nazionalisti compreso il colonnello Juan Perón; viene assicurato la continua non ingerenza nella seconda guerra mondiale                                                                   |
| 1944 | Il terremoto di San Juan distrugge la capitale provinciale causa la morte di 10.000 persone |
| 1945 | L'Argentina entra nella seconda guerra mondiale al fianco degli Alleati e viene ammessa come membro fondatore delle Nazioni Unite |
| 1945 | Perón viene arrestato e poi liberato in seguito a grandi proteste popolari da parte di coloro conosciuti come Descamisados |
| 1946 | Perón viene eletto presidente; rieletto alla presidenza nel 1951 |
| 1946 | Le popolazioni indigene marciano a Malón de la Paz verso Buenos Aires per richiedere diritti territoriali |
| 1947 | Viene approvato il suffragio femminile |
| 1950 | Primo volo del FMA IAe 33 Pulqui II, il primo caccia a reazione ad essere interamente sviluppato e costruito in America Latina |
| 1950 | La Commissione nazionale per l'energia atomica (Comisión Nacional de Energía Atómica, CNEA) viene fondata |
| 1952 | Morte di Evita Perón |
| 1955 | Perón viene deposto nel golpe militare 'Revolución Libertadora' |
| 1956 | INTA, l'Istituto Nazionale di Tecnologia Agricola viene fondato |
| 1957 | INTI, l'istituto Nazionale di Tecnologia Industriale viene fondato |
| 1958 | ARA Independencia, il primo portaerei della marina argentina entra in servizio |
| 1962 | Un golpe militare mette fine alla presidenza del civile Arturo Frondizi |
| 1966 | Il general Juan Carlos Onganía prende il potere e reprime partiti politici |
| 1967 | Morte di Ernesto 'Che' Guevara |
| 1969 | Nelle proteste popolari di Cordobazo del maggio 1969, migliaia di cittadini sbaragliano l'esercito e la polizia e prendono il controllo di Cordoba per due giorni                                                                                                |
| 1969 | Un aereo di controguerriglia, il FMA IA 58 Pucará, vola per la prima volta |
| 1969 | Il porta aerei ARA Veinticinco de Mayo sostituisce ARA Independencia |
| 1970 | Il generale Alejandro Lanusse emerge come presidente in seguito alla caduta di Onganía |
| 1970 | Si verificano conflitti civili e attacchi terroristici, principalmente da parte dei Montoneros e Ejército Revolucionario del Pueblo di sinistra contrastati dall'Alleanza Anticomunista Argentina paramilitare (fino al 1976)                                    |
| 1973 | Ha luogo il massacro di Ezeiza al ritorno di Perón dall'esilio, quando dei membri della Tripla A aprono fuoco sulla folla che lo aspetta |
| 1973 | Le elezioni democratiche portano al potere il peronista Héctor Cámpora; Perón viene eletto presidente più tardi quell'anno durante nuove elezioni |
| 1974 | Diventa operativa la centrale nucleare di Atucha, la prima centrale nucleare dell'America Latina |
| 1974 | Morte di Juan Perón, che lascia la vedova Isabel Martínez de Perón come presidente |
| 1976 | Un golpe militare depone Martínez de Perón a marzo |
| 1976 | L'azienda di alta tecnologia INVAP viene fondata |
| 1976 | Il governo militare Processo di riorganizzazione nazionale guidato da Jorge Videla reprime l'opposizione politica e armata attraverso la tortura, sparizione forzata e esecuzione capitale extragiudiziale nei confronti di fino a 30.000 persone (fino al 1983) |
| 1978 | L'Argentina ospita e vince il campionato mondiale di calcio 1978 |
| 1978 | L'Argentina respinge l'arbitrato del Canale Beagle vincolante e dà inizio all'Operazione Soberania per invadere il Cile |
| 1982 | Il generale leader Leopoldo Galtieri invia delle truppe alle Isole Falkland dando origine alla guerra delle Falkland; una task force britannica si riprende le isole a metà giugno                                                                               |
| 1983 | Il governo militare collassa; elezione del radicalista Raúl Alfonsín come presidente |
| 1984 | Il Trattato di pace e amicizia del 1984 tra Cile e Argentina mette fine alle dispute sui confini che riguardavano le isole Picton, Nueva e Lennox |
| 1984 | Diventa operativa la centrale nucleare di Embalse |
| 1984 | L'aereo d'addestramento FMA IA 63 Pampa vola per la prima volta |
| 1985 | Il film La storia ufficiale vince l'Oscar al miglior film in lingua straniera |
| 1986 | L'Argentina vince il Campionato mondiale di calcio 1986, capitanata da Diego Maradona |
| 1987 | Prima insurrezione delle Carapintadas, guidate dal colonnello Aldo Rico, due persone vengono arrestate. Alfonsín dichiara La casa está en orden (La casa è in ordine)                                                                                            |
| 1988 | Seconda rivolta Carapintada sempre sotto la gestione di Rico a gennaio, 300 arrestati |
| 1988 | Terza e ultima insurrezione Carapintada guidata da Mohamed Alí Seineldín, due arrestati |
| 1989 | Un gruppo dissidente militare attacca il reggimento <i id="mwAyQ">La Tablada</i>, ma alla fine vengono fermati |
| 1989 | L'iperinflazione e i disordini politici portano al potere il peronista Carlos Menem alle elezioni |
| 1990 | Le politiche economiche neoliberali e la privatizzazione danno origine a scioperi generali, scioperi della fame e riallineamenti dei partiti politici |
| 1991 | Il Peso si ancora al Dollaro statunitense |
| 1991 | L'Argentina è l'unico paese latinoamericano a partecipare nella prima Guerra del Golfo sotto il mandato delle Nazioni Unite |
| 1991 | L'unione doganale Mercosur viene fondata dal Trattato di Asunción |
| 1991 | Argentina, Brasile e Cile firmano la Dichiarazione Mendoza che proibisce le armi chimiche |
| 1992 | Muoiono 29 persone nell'attacco terroristico di Buenos Aires all'ambasciata israeliana |
| 1993 | L'Argentina si unisce alla missione UNFICYP in Cipro. Almeno fino al 2006, ci sono forze di terra ed elicotteri sul posto e dal 1999 si sono inserite altre truppe latinoamericane                                                                               |
| 1994 | In seguito al patto di Olivos, viene concordata lariforma della costituzione, che permette ai presidenti di servire un secondo mandato consecutivo |
| 1994 | Attentato di Buenos Aires al ritrovo della comunità ebrea, provocando la morte di 85 persone |
| 1994 | La morte della recluta Omar Carrasco porta all'abolizione della coscrizione |
| 1995 | Menem ottiene un secondo mandato |
| 1995 | L'argentina di unisce al Trattato di non proliferazione nucleare |
| 1995 | La FMA viene privatizzata nella Fábrica Argentina de Aviones |
| 1996 | Il radicalista Fernando de la Rúa elegge il primo sindaco di Buenos Aires |
| 1997 | I radicalisti di sinistra FrePaSo e altri uniscono le forze nell'alleanza elettorale Alianza per opporsi a Menem e ai peronisti |
| 1997 | L'A-4AR Fightinghawk entra in servizio nella Fuerza Aérea Argentina |
| 1998 | Il presidente statunitense Bill Clinton designa l'Argentina come principale alleato non-NATO |
| 1999 | De la Rúa ottiene la Presidenza come capo dell'Alianza, ma si trova di fronte ad una crescente crisi economica |
| 1999 | In uno dei peggiori incidenti nella storia dell'aviazione argentina, lo schianto del volo LAPA 3142 all'aeroporto Aeroparque Jorge Newbery causa la morte di 65 persone                                                                                          |
| 2000 | La compagnia hitech INVAP viene scelta dall'Australia per progettare e costruire il reattore nucleare OPAL |
| 2000 | Il vice presidente Carlos Álvarez si dimette a causa delle proteste su uno scandalo di tangenti politiche; crisi in accelerazione nell'alleanza al potere |

## XXI secolo
| Anno | Data | Evento |
| ---- | --- | --- |
| 2001 | | A marzo, i restanti ministri della FrePaSo si dimetto dal governo per protestare contro le riforme economiche e del lavoro |
| 2001 | A novembre, il governo risponde a una corsa alle banche limitando l'accesso ai depositi bancari nel corralito | |
| 2001 | A dicembre si svolgono eventi che sono diventati noti come l'Argentinazo : - il ceto medio, esasperato dalle costrizioni del corralito, scende in piazza per protestare nel Cacerolazo - I sindacati e i piqueteros danno inizio a proteste e negozi e aziende vengono saccheggiati - Violente proteste e manifestazioni di massa nella Plaza de Mayo; 26 persone muoiono nelle proteste a livello nazionale - Il 19 e 20 dicembre il ministro delle finanze Domingo Cavallo e il presidente de la Rúa si dimettono in rapida successione - Il 22 dicembre il governatore provinciale Adolfo Rodríguez Saá viene nominato presidente dal Congresso argentino - Rodríguez Saá dichiara una moratoria del debito di breve durata. Dopo pochi giorni, l'Argentina è ufficialmente in difetto di 93 miliardi di dollari nei confronti del Fondo Monetario Internazionale e dei creditori - Rodríguez Saá si dimette dopo una settimana a causa della mancanza di sostegno da parte dei colleghi - Eduardo Duhalde, candidato perdente alle elezioni presidenziali del 1999, viene nominato presidente con un ampio sostegno trasversale ai partiti | |
| 2002 | | Duhalde impone ulteriori misure finanziarie, tra cui la conversione dei conti in dollari in pesos, l'eliminazione della parità 1:1 con il dollaro e misure sociali per portare sotto controllo l'economia                               |
| 2003 | | L'ex presidente Carlos Menem vince il primo turno delle elezioni presidenziali ma si ritira di fronte a una sconfitta certa, consegnando la vittoria al collega peronista Néstor Kirchner                                               |
| 2004 | | Ad aprile più di 100.000 persone manifestano a Buenos Aires a sostegno di Juan Carlos Blumberg, padre dello studente assassinato Axel Blumberg, chiedendo leggi penali più severe                                                       |
| 2004 | Kirchner persegue la ristrutturazione del debito argentino | |
| 2004 | La carenza di approvvigionamento di gas naturale dà origine a tensioni con il Cile | |
| 2004 | Istituito a Buenos Aires il Segretariato del Trattato Antartico | |
| 2004 | Un incendio nel nightclub República Cromagnon a Buenos Aires uccide 194 persone e ne ferisce 714 | |
| 2005 | | I rapporti tra Chiesa cattolica e governo si interrompono nella lite di febbraio tra cappellano militare e ministro per quanto riguarda l'aborto                                                                                        |
| 2005 | La Corte Suprema annulla le "Leggi di Perdono" che erano usate per perdonare le figure militari della Guerra Sporca | |
| 2005 | Prime controversie riguardanti il conflitto sugli impianti di cellulosa tra Argentina e Uruguay | |
| 2005 | Le elezioni di medio termine di ottobre vedono una massiccia spaccatura nel Partito Giustizialista tra la fazione del Fronte per la Vittoria di centro-sinistra di Kirchner e il groppone del suo ex patrono Duhalde e altri leader provinciali; Fronte per la Vittoria vince con ampio margine | |
| 2005 | Grandi manifestazioni contro il presidente degli Stati Uniti George W. Bush al quarto vertice delle Americhe a Mar del Plata | |
| 2005 | A dicembre, Kirchner annuncia la cancellazione del debito del FMI con un unico pagamento finale | |
| 2006 | | Il sindaco di Buenos Aires Aníbal Ibarra viene rimosso dall'incarico a seguito di accuse di negligenza riguardo all'incendio del nightclub República Cromagnon del 2004                                                                 |
| 2007 | | Il sacerdote cattolico Christian Von Wernich viene ritenuto colpevole di coinvolgimento in sette omicidi e 42 casi di rapimenti e torture legati alla Guerra Sporca finanziata dallo stato. Von Wernich viene condannato all'ergastolo. |
| 2007 | Cristina Kirchner è il nuovo presidente dell'Argentina. | |